# Penkridge
Penkridge är en stad och civil parish i South Staffordshire i Staffordshire i England. Orten har 8 526 invånare (2011). Byn nämndes i Domedagsboken (Domesday Book) år 1086, och kallades då Pancriz.